# Трилопатія витончена
Трилопатія витончена (Tritomaria scitula) — вид печіночників порядку юнгерманіальних (Jungermanniales).

## Поширення
Батьківщиною є Європа, Азія, Північна Америка.